# Медем, Кристоф Иоганн
Граф Кристоф Иоганн Фридрих фон Медем, он же Иван Францевич Медем (нем. Christoph Johann Friedrich Reichsgraf von Medem; 1763—1838) — русский дипломат, тайный советник, родоначальник графского рода фон Медем из дома Эллей (нем. Elley), строитель виллы Медем и усадьбы Дурбен.

## Биография
Родился 13 августа 1763 года в Мезоттене. Сын Иоганна Фридриха фон Медема. Родной брат графа Карла Иоганна Фридриха фон Медема и единокровный — герцогини Курляндской Доротеи.
Окончил митавскую академию герцога Петра, получил хорошее образование и служил при дворе прусского короля Фридриха II, в прусской армии, а после смерти Фридриха Великого в 1786 году — при дворе его племянника и преемника Фридриха Вильгельма II. После смерти последнего Медем переехал в Санкт-Петербург, где он служил камергером при дворе Павла I. В 1800 году вернулся в Курляндию, где занялся сельским хозяйством.
Медем был владельцем имений Эллей, Блиден, имения Дурбен, Земен, Абгунст, Грюнфельд, Абгульден, Дурен и Иорданиц.
Умер 4 февраля 1838 года в Митаве. Похоронен у Сесавской церкви недалеко от Элеи.

## Награды
- Орден Святого Иоанна Иерусалимского (Rechtsritter) (15 июля 1795, Королевство Пруссия)[1]
- Орден Красного орла (1809, королевство Пруссия)[2]
- Орден Pour le Mérite (6 сентября 1813, королевство Пруссия)[3]
- Орден Святой Анны 1-й степени (30 августа 1818)[4]
- Орден Почётного легиона командорский крест (Первая Французская империя)

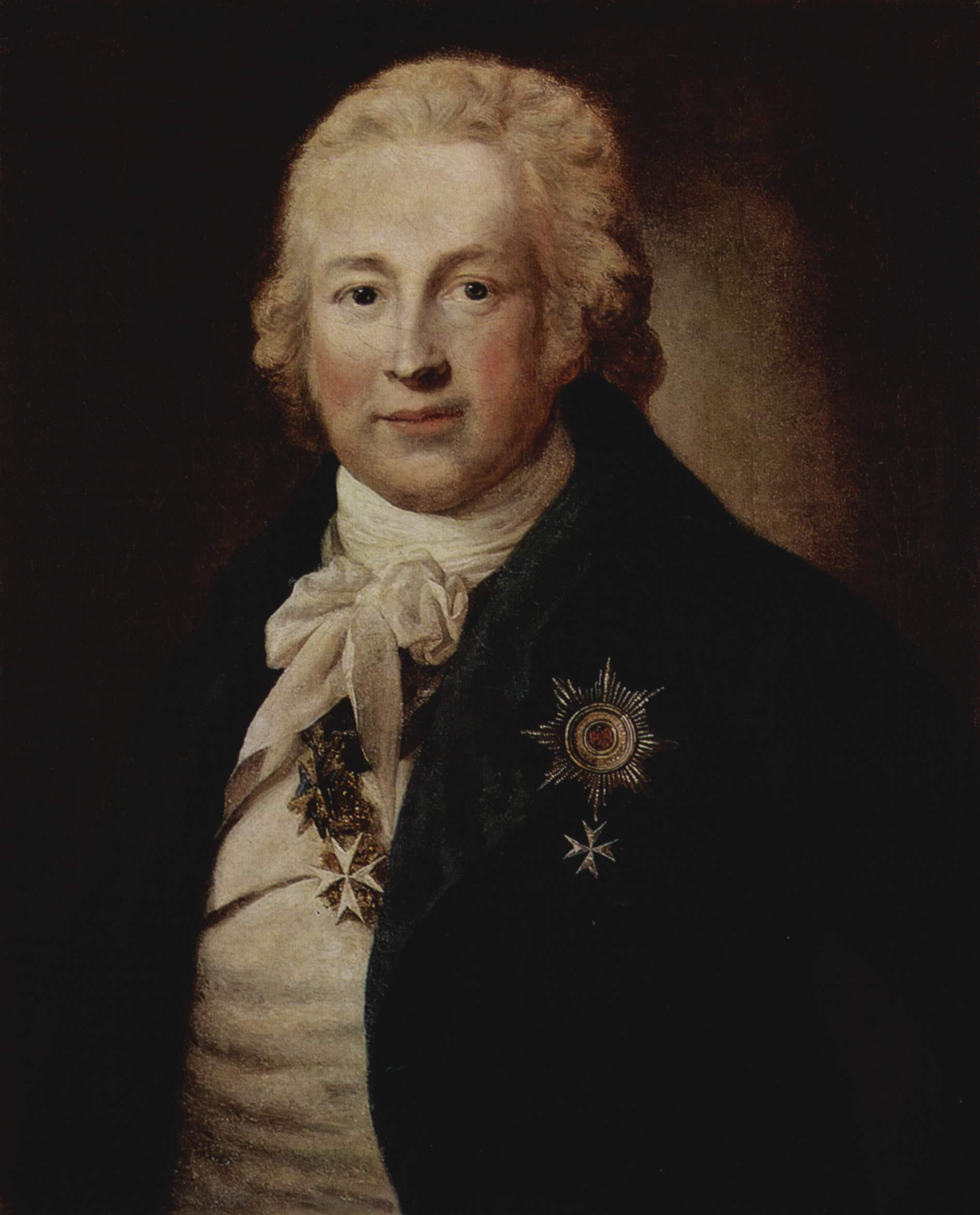
Портрет работы Антона Граффа, 1796 г.
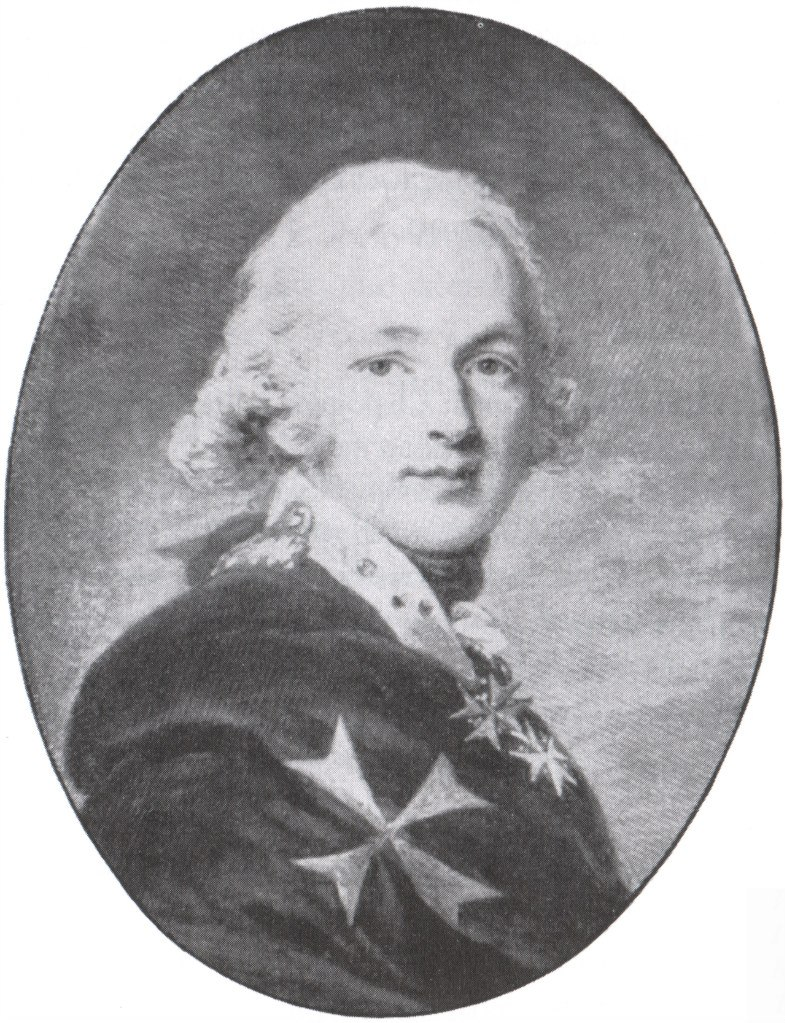
Портрет работы А.Х. Ритта, 1798 г.

## Семья
Медем был женат на Марии Луизе Елизавете графине фон дер Пален (24.09.1778—23.03.1831), дочери графа Петра Алексеевича фон дер Палена и его жены Юлианы Анны Елизаветы, урождённой баронессы фон Шеппинг. От этого брака родились:
- граф Павел Иванович фон Медем (нем. Paul von Medem), не женат;
- граф Пётр Иванович фон Медем (нем. Peter Georg von Medem) (30.01.1801—02.11.1877), женат на Юлиане, урождённой баронессе фон Бер (11.08.1807—03.04.1863);
- граф Александр Иванович фон Медем (нем. Alexander von Medem) (05.03.1803—24.08.1859), не женат;
- граф Карл Теодор Петер фон Медем (нем. Carl Theodor Peter von Medem) (25.02.1805—14.02.1890), женат на Александре, урождённой княжне Ливен (1831—1913);
- граф Людвиг (Иван) Иванович фон Медем (нем. Ludvig Johann Friedrich von Medem) (15.05.1814—08.06.1891), женат на Софии фон Лёвенштерн (07.02.1823—29.11.1906);
- граф Юлий Иванович фон Медем (нем. Julius Peter von Medem) (15.05.1814—05.02.1886), не женат.